# Evald Schorm
Evald Schorm (* 15. Dezember 1931 in Prag; † 14. Dezember 1988 ebenda) war ein tschechoslowakischer Filmregisseur.

## Leben
Evald Schorm studierte an der Prager Filmhochschule Film- und Fernsehfakultät der Akademie der Musischen Künste (FAMU) und arbeitete dann als Dokumentarfilmer. Mit einigen Kurzfilmen bewies er sein Talent als genauer Beobachter gesellschaftlicher Entwicklungen. Sein erster abendfüllender Spielfilm, Mut für den Alltag, zeigt einen Arbeiter, den der Verrat seiner Ideale aus dem Gleis wirft. Die zuständigen Behörden verurteilten den Film scharf, wohingegen er im Ausland auf gute Kritiken stieß. Auch in den Folgejahren wurden Filme von Schorm nur verzögert oder überhaupt nicht zur Aufführung freigegeben und er selbst ab 1970 mit einem Arbeitsverbot belegt. Trotzdem gilt Schorm als einer der führenden Vertreter der tschechoslowakischen neuen Welle.

## Filmografie (Auswahl)

### Regie
- 1964: Mut für den Alltag (Každý den odvahu)
- 1965: Perlen auf dem Meeresgrund (Perličky na dně) Episode: Ein Haus der Freude – auch Drehbuch
- 1966: Die Rückkehr des verlorenen Sohnes (Návrat ztraceného syna) – auch Drehbuch
- 1967: Pět holek na krku
- 1969: Farářův konec
- 1969: Den sedmý – osmá noc
- 1971: Psi a lidé
- 1977: Etüde über eine Probe (Etuda o zkousce)
- 1989: Vlastně se nic nestalo

### Darsteller
- 1966: Vom Fest und den Gästen (O slavnosti a hostech)
- 1968: Der Scherz (Žert)
- 1980: Flucht nach Hause (Útěky domů)